# Denklingen
Denklingen település Németországban, azon belül Bajorországban. Lakosainak száma 2934 fő (2023. december 31.).

## Népesség
A település népessége az elmúlt években az alábbi módon változott:
| Lakosok száma | 760  | 1606 | 1896 | 2525 | 2538 | 2544 | 2581 | 2671 | 2891 | 2934 |
|               | 1875 | 1950 | 1975 | 2010 | 2012 | 2013 | 2015 | 2017 | 2021 | 2023 |